# Arthur S. Carpender
Arthur Schuyler Carpender (24 de octubre de 1884-10 de enero de 1960) fue un almirante estadounidense que comandó las Fuerzas Aliadas Navales en el Área del Sudoeste del Pacífico durante la Segunda Guerra Mundial.
Habiéndose graduado en 1908 en la Academia Naval de los Estados Unidos, Carpender navegó alrededor del mundo con la denominada Gran Flota Blanca. Comandó una fuerza de desembarco que tomó la playa de Puerto Cortés, Honduras en 1911, y participó en la ocupación estadounidense de Veracruz como asistente del Primer Regimiento de Bluejackets en 1914. Como comandante del destructor USS Fanning en la acción del 17 de noviembre de 1917 durante la Primera Guerra Mundial, asaltó el U-boot U-58 y forzó su rendición.
Al principio de la Segunda Guerra Mundial, Carpender era comandante de destructores, Flota Atlántica. En julio de 1942, llegó al área del Sudoeste del Pacífico, donde fue nombrado comandante de la Task Force 51, las fuerzas navales asentadas en Australia Occidental. En septiembre de 1942, le fue dado el mando de la Fuerza del Sudoeste del Pacífico, más tarde rebautizada como Séptima Flota y las Fuerzas Aliadas Navales del Sudoeste del Pacífico, que lideró en la batalla de Buna-Gona y la batalla del Mar de Bismarck. Al año siguiente supervisó las operaciones de la flota durante la operación Cartwheel. Comandó el noveno Distrito Naval desde enero de 1944 hasta agosto de 1945, retirándose en noviembre de 1946 con tombstone promotion con el rango de almirante.

## Primeros años
Descendiente directo de Wolphert Gerretse Van Kouwenhoven, uno de los primeros colonos de la colonia Nuevos Países Bajos, Arthur Schuyler Carpender nació en Nuevo Brunswick, Nueva Jersey, sexto de siete hijos de John Neilson Carpender y su esposa Anna Neilson, née Kemp, el 24 de octubre de 1884. Fue educado en la escuela de St. Paul en Concord, New Hampshire, y la escuela preparatoria de Rutgers en Nuevo Brunswick.
Carpender fue apoyado en su acceso a la Academia Naval de los Estados Unidos por el senador John Kean en 1904. Se graduó en 1908. En aquel entonces los alumnos tenían que servir dos años en el mar antes de ser comisionados, por lo que informó que tomaría servicio en el equipo del nuevo acorazado USS Minnesota. Este fue uno de los acorazados de la Gran Flota Blanca enviada por el presidente Theodore Roosevelt en un viaje alrededor del mundo en 1907. En 1909, fue transferido a Carpender el USS Marietta. Fue nombrado alférez de la Marina de los Estados Unidos el 6 de junio de 1910. En medio del contexto de las guerras bananeras, mandó una fuerza de desembarco de 16 hombres desde el Marietta en Puerto Cortés, Honduras, el 14 de enero de 1911 para ayudar a proteger a los ciudadanos estadounidenses durante un período de agitación; después de cuatro días en tierra, la pequeña fuerza de Carpender regresaron a la nave.
Al dejar el Marietta en marzo de 1911, a Carpender se le involucró con la habilitación del nuevo acorazado USS Utah. Al igual que otros oficiales navales de la época, adquirió un apodo, "Chips" (un apodo tradicional para los carpinteros de barcos en los días en que los barcos eran madera). Se casó con Helena Bleecker Neilson, que también era de Nueva Brunswick, el 30 de abril de 1912. Su matrimonio no produjo hijos.

## Primera Guerra Mundial
Carpender participó en la Ocupación estadounidense de Veracruz en abril de 1914 durante la revolución mexicana como asistente del primer regimiento de Bluejackets, que estaba formado a partir de marineros de los barcos Florida, Utah y Arkansas. El desembarco se produzco a media mañana del 21 de abril, y los marineros permanecieron bajo el fuego en la cabeza de playa hasta la mañana siguiente, cuando comenzaron su avance hacia Veracruz. Después de una serie de escaramuzas en las calles, capturaron la ciudad poco antes del mediodía del 22 de abril. La ciudad estaba despejada y las líneas de defensa establecidas antes de que fuera entregada a las tropas del ejército estadounidense el 30 de abril. Al volver a la Estados Unidos, Carpender fue asignado a la Oficina de Asuntos de la Milicia Naval en Washington D. C..
En junio de 1916, Carpender ayudó a equipar y poner en servicio el nuevo destructor USS Davis en Bath Iron Works en Bath, Maine. Trabajó como miembro de la tripulación hasta marzo de 1917, cuando asumió el mando del destructor USS Fanning. Durante la acción del 17 de noviembre de 1917, se enfrentó al U-boat U-58, que, bajo sus amenazas, se elevó a la superficie y obligado a rendirse. Por su parte en la disputa, Carpender fue galardonado con la Medalla por Servicio Distinguido de la Armada.
En diciembre de 1917, Carpender se convirtió en ayudante del comandante de flotillas de destructores que operaban en aguas europeas. En agosto de 1918 informó a la Newport News Shipbuilding y Drydock Company que colaboraría en la equipación del nuevo destructor USS Radford, y asumió el mando de la nave cuando fue finalmente construido el 30 de septiembre de 1918. El barco partió hacia Europa en octubre de 1918, escoltando un convoy.

## Período de entreguerras

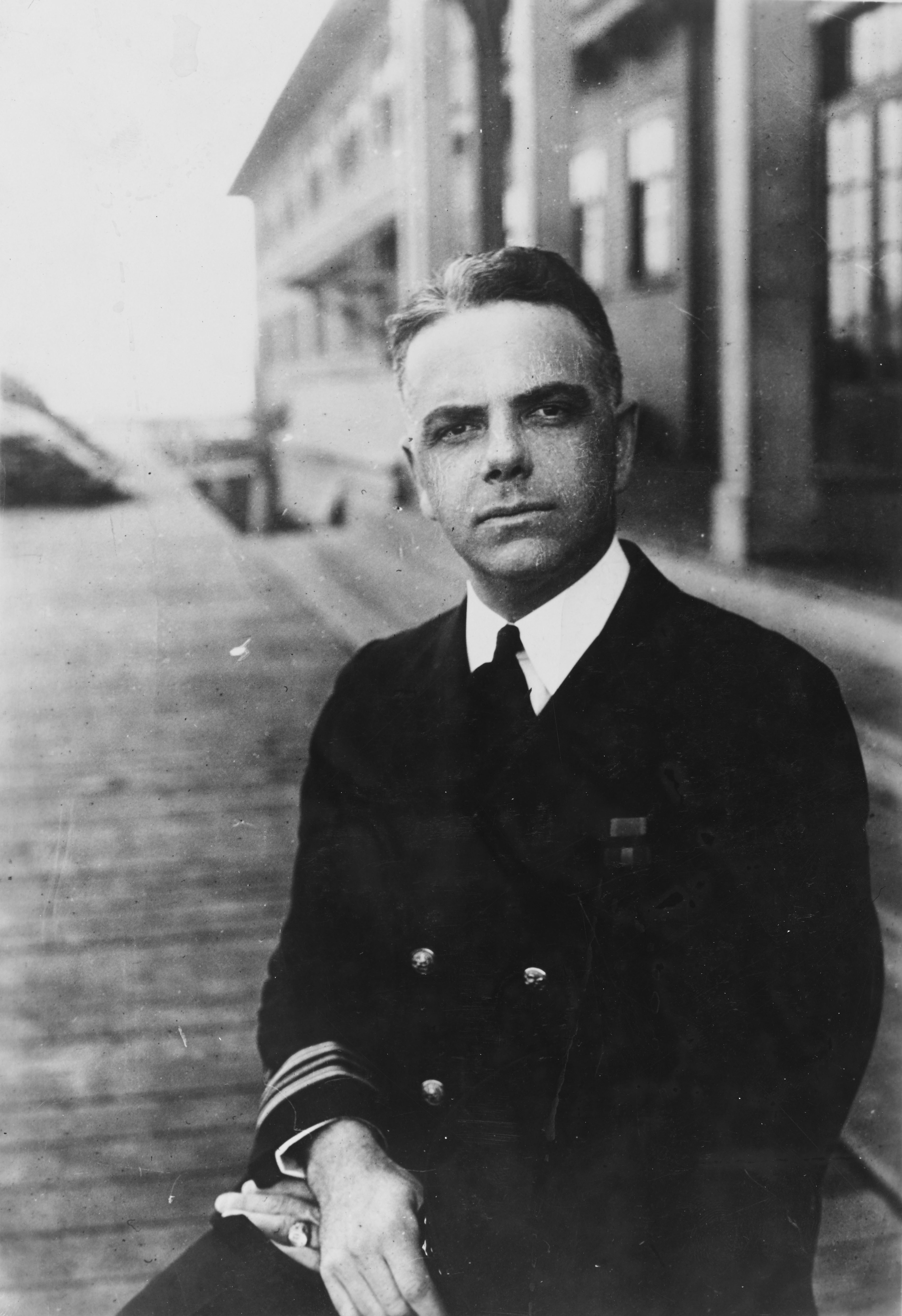
El Teniente Comandante Arthur S. Carpender, en 1928.

Carpender regresó a Estados Unidos en abril de 1919, y fue nombrado miembro del Tribunal de Examen de Naval y Auditor General del Consejo de Guerra General en la base de entrenamiento Naval Station Great Lakes. En agosto de 1921 asumió el mando del USS Maddox. Se dirigió a la Naval Submarine Base New London como entrenador en junio de 1922, tras lo cual se le destinó a la flota asiática de Estados Unidos como comandante de la División Submarina 14.
En agosto de 1923 Carpender regresó a Washington D. C., donde sirvió en tierra los siguientes dos años en la oficina de la navegación, antes de convertirse en oficial del USS Pittsburgh, el buque líder de clase Pennsylvania , en diciembre de 1925. Fue asignado a Nueva York, desde octubre de 1926 hasta 1927 de marzo, asumiendo en esa ciudad el mando del destructor USS Macdonough.
Siguiendo el patrón de alternación entre tierra firme y alta mar, Carpender sirvió en la oficina del jefe de operaciones navales en Washington D. C. desde 1928 hasta 1931. Le siguieron dos años como oficial ejecutivo del crucero ligero USS Omaha. Luego asistió a la Escuela de Guerra Naval en Newport, Rhode Island, tras lo cual regresó a la oficina del jefe de operaciones navales. En junio de 1936, fue designado en jefe de Estado Mayor de Destructores, fuerza de exploración. Asumió el mando del crucero USS Northampton en agosto de 1937. En febrero de 1938 se convirtió en profesor de Ciencias y Tácticas de la Marina de la Naval Reserve Officers Training Corps de la Universidad Northwestern en Evanston, Illinois.

## Segunda Guerra Mundial
Carpender volvió al servicio marítimo en septiembre de 1939, cuando ayudó a equipar un nuevo escuadrón destructor,  Destroyer Squadron 32. Lo comandó hasta septiembre de 1940, cuando se convirtió en Director de Oficial de Personal en la oficina de la navegación. En esta capacidad, ayudó a impulsar las carreras de muchos otros oficiales. En diciembre de 1941 fue ascendido a contralmirante, como Comandante de Destructores, Flota Atlántica.

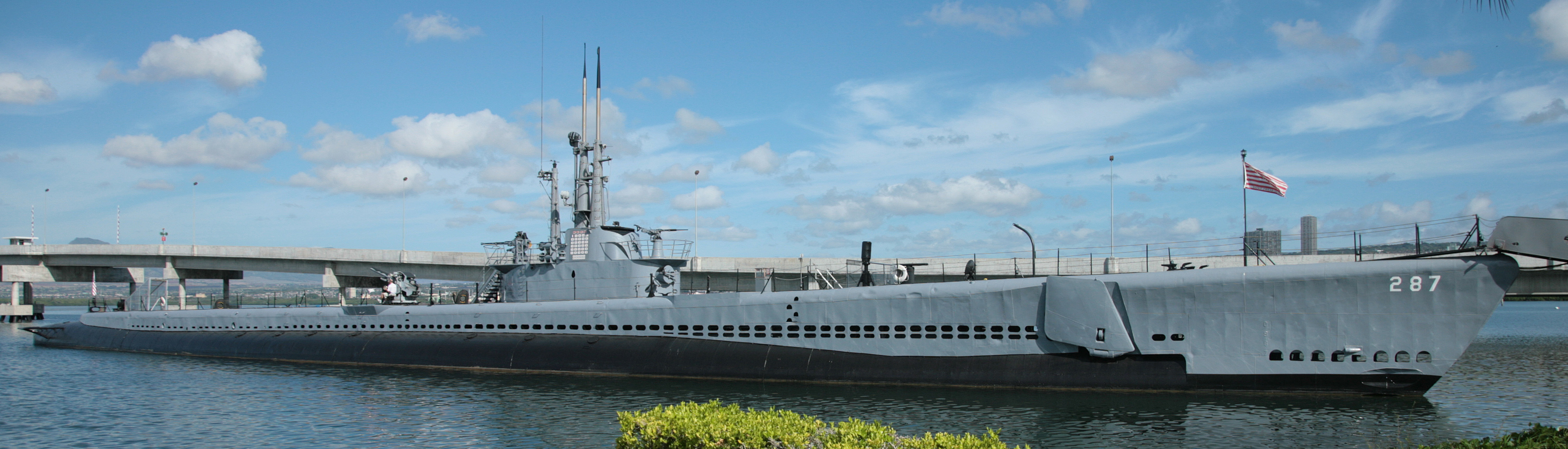
, uno de los submarinos asentados en Australia Occidental.

En julio de 1942, Carpender llegó a la zona sudoeste del Pacífico, y se presentó ante el vicealmirante Herbert F. Leary, el comandante de la Fuerza Sudoeste del Pacífico. Leary había asignado a Carpender para reemplazar el capitán Charles A. Lockwood, al mando de las fuerzas navales con base en Australia Occidental, conocido como Task Force 51. Las principales fuerzas navales de Estados Unidos con sede en el oeste eran los submarinos, que permanecieron bajo el mando de Lockwood. Como tripulante submarino con experiencia, Carpender tomó un gran interés en las operaciones submarinas, y no le pareció apropiado lo que vio. Carpender y Lockwood no se llevaban bien, y pronto llegaron a detestarse el uno al otro. "He oído hablar de la forma en que funcionan las cosas en la Flota del Atlántico", escribió Lockwood, "tan mal y tan a menudo que estoy preparado para echar a cualquier marinero de la Flota del Atlántico a mi vista y que, después de todo, no tenga siquiera importancia."

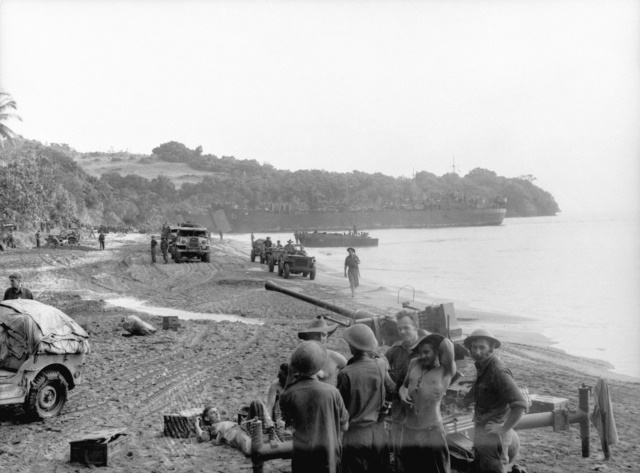
Scarlet Beach en la Península de Huon en Nueva Guinea el 22 de septiembre de 1943, poco después de ser capturada por soldados australianos. Un LST de la VII Fuerza Amfibia descarga en el fondo.

El 11 de septiembre de 1942, Carpender superó a Leary como comandante tanto de la Fuerza del Pacífico Suroeste como de las fuerzas navales aliadas, de la zona suroeste del Pacífico. En el primer puesto, estuvo bajo el mando del Comandante en Jefe de la Flota de los Estados Unidos, el almirante Ernest J. King; por lo que, a última instancia, era directamente responsable ante el Comandante en Jefe del Área del Pacífico Suroeste, el general Douglas MacArthur. El nuevo puesto le ofreció una promoción al rango de vicealmirante, pero Carpender no era el oficial de la marina de más alto rango en el teatro, tanto como lo eran el almirante Sir Guy Royle de la Armada Real Australiana o el vicealmirante Conrad Helfrich de la Armada Real de los Países Bajos. La Fuerza del Sudoeste del Pacífico era pequeña; Carpender asumió el mando, cuando solo consistía en cinco cruceros, ocho destructores y veinte submarinos.
La renuencia de Leary a arriesgar sus naves, y su costumbre de comunicarse directamente con King sin pasar por el cuartel general de MacArthur (GHQ) en Brisbane había despertado la ira de MacArthur. Carpender pronto se vería involucrado en conflictos similares. En octubre, Carpender rechazó una solicitud de las Fuerzas Navales Aliadas para el transporte de tropas a Cabo Nelson. Carpender se negó ya que no había estudios hidrográficos adecuados para esa parte de la costa de Papúa, por lo que era peligroso navegar por la noche, y los movimientos en la zona de día estaban sujetos a los ataques de la aviación japonesa. Se realizó una investigación en octubre y embarcaciones pequeñas y lugres comenzaron a hacer su camino hasta la costa de Cabo Nelson, acompañado en ocasiones por corbetas de la Marina Real Australiana.
En noviembre de 1942, Carpender rechazó una solicitud similar del comandante de las fuerzas terrestres aliadas, el general Sir Thomas Blamey, para que las fuerzas navales aliadas escoltasen algunos pequeños transportes a Oro Bay, como la Armada Imperial Japonesa estuvo haciendo durante la batalla de Buna-Gona. Sin embargo, Carpender posteriormente cedió un poco y, a partir de diciembre, los barcos pequeños escoltados por corbetas llevaron a cabo la operación Lilliput para entregar suministros vitales a Oro Bay. Durante la Conferencia Militar del Pacífico en marzo de 1943, el jefe de personal de MacArthur, el mayor general Richard K. Sutherland, habló con el almirante king y expresó su insatisfacción con Carpender.

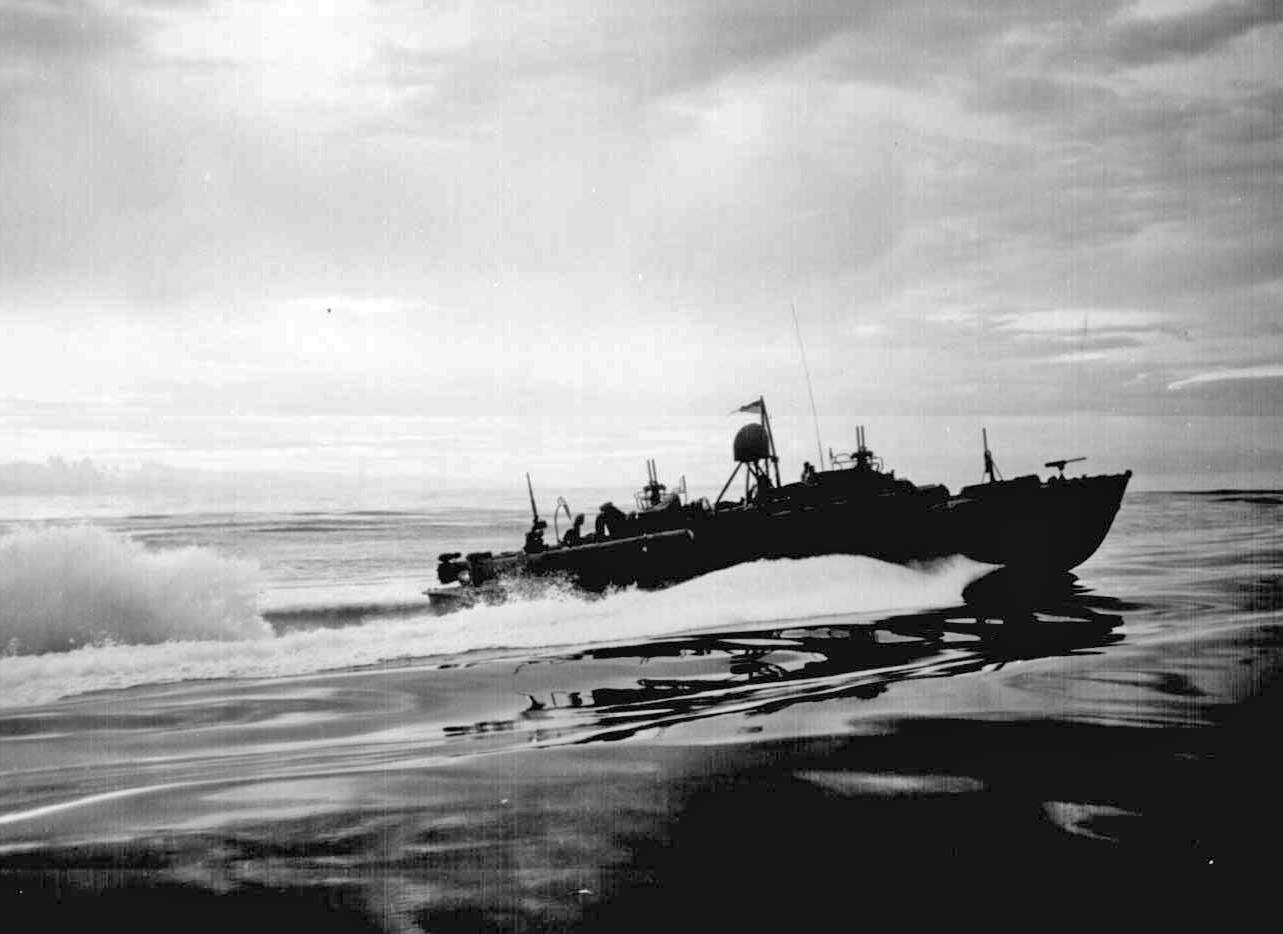
Un PT boat patrulla Nueva Guinea, 1943

El 15 de marzo de 1943, la Fuerza del Sudoeste del Pacífico, conocida coloquialmente como la "Armada de MacArthur", se convirtió en la Séptima Flota. Se mantuvo en una proporción muy pequeña. La Séptima Flota adquirió una fuerza anfibia bajo el mando del contralmirante Daniel E. Barbey. A la larga se convirtió en la fuerza anfibia VII, pero desde hacía algún tiempo la mayor parte de esta fuerza operativa solo actuaba en ruta a Australia desde los Estados Unidos. La observación de las capacidades de los PT boats durante su evacuación desde las Filipinas, MacArthur decidió utilizarlos más a menudo, aunque los resultados iniciales fueron decepcionantes. Carpender hizo un uso efectivo de ellos durante la batalla del Mar de Bismarck, el 25 de marzo de 1943.
Carpender supervisó las operaciones de la Séptima Flota durante las primeras etapas de la Operación Cartwheel, el avance de MacArthur hacia la principal base japonesa en Rabaul. Una crisis surgió durante la batalla de Finschhafen, cuando Carpender se mostró reacio a reforzar la posición de Australia durante la campaña de Nueva Bretaña. A medida que la situación en Finschhafen se hacía cada vez más precaria, el teniente general Sir Edmund Herring se sintió frustrado con la actitud de Carpender, e hizo un llamamiento a Blamey, quien a su vez tomó el asunto con MacArthur. El 29 de septiembre de 1943, Carpender optó por utilizar un transporte de alta velocidad para enviar un batallón adicional a Finschhafen, y la crisis fue resuelta. Carpender dijo el teniente general Frank Berryman que "se resentía de que la marina de guerra del tío Sam los estaba dejando [a los australianos] allá abajo en Finschhafen".
Carpender fue reemplazado por el almirante Thomas C. Kinkaid el 26 de noviembre de 1943. Por sus servicios en el Sudoeste del Pacífico, fue galardonado con la Medalla por Servicio Distinguido del Ejército por MacArthur y la Legión al Mérito por la Armada. También fue nombrado comandante honorario de la Orden del Imperio Británico por recomendación del gobierno australiano, y Gran Oficial de la Orden de Orange-Nassau de los Países Bajos. Volvió a los Estados Unidos, donde comandó el Noveno Distrito Naval del 3 de enero de 1944 hasta el 31 de agosto de 1945, por lo que fue galardonado con una segunda Legión al Mérito.

## Vida posterior
La última asignación naval de Carpender fue Coordinador de Relaciones Públicas en la Oficina del Secretario de la Marina, el 28 de mayo de 1946. Se retiró de la Marina el 1 de noviembre de 1946, con una tombstone promotion, una cláusula especial, en el rango de almirante. Vivió su período de retiro en Washington D. C. hasta su muerte el 10 de enero de 1960, y fue enterrado en Cementerio Nacional de Arlington. Sus documentos están en manos de la New Jersey Historical Society.